# OZAKI PLAYS OZAKI 1.
尾崎裕哉名義では初となる映像作品。2024年6月16日にEX THEATER ROPPONGIで開かれたライブコンサートより全曲収録。エスエムイーレコーズより発売。

## 概要
父である尾崎豊の楽曲のみで企画構成されたライブコンサートが収められた映像作品。スペシャルゲストとして、同じく尾崎豊をリスペクトする盟友石崎ひゅーいが参加。また、尾崎豊が生前関わったミュージシャンがバンドメンバーとして参加している。作品のアートディレクションは田島照久。初回生産限定盤にはLIVEのメイキング等も収録。尾崎裕哉のメジャーデビュー前後を含む10余年に渡る写真を72ページの豪華フォトブックにして封入。

## 収録内容
1. 15の夜
2. Bow!
3. 存在
4. ダンスホール
5. I LOVE YOU
6. OH MY LITTLE GIRL
7. 十七歳の地図（石崎ひゅーい参加曲）
8. 街の風景
9. Forget-me-not
10. 卒業
11. DRIVING ALL NIGHT
12. Scrambling Rock'n'Roll
13. (アンコール)シェリー
14. (アンコール)僕が僕であるために

特典映像
- OZAKI PLAYS OZAKI 1.behind-the-scenes
- I LOVE YOU MV ーHIROYA OZAKI & YUTAKA OZAKI ー